# لاشوا
لاشوا (به انگلیسی: Lašva) رودخانه‌ای است که در بوسنی و هرزگوین جریان دارد.